# Peromyscus dickeyi
Peromyscus dickeyi é uma espécie de roedor da família Cricetidae.
Apenas pode ser encontrada no seguinte país: México.